# Zungenstoß
Der einfache, doppelte und dreifache Zungenstoß dient bei Blasinstrumenten der Tonerzeugung als Tonbeginn oder zur Artikulation.
Die korrekte Bezeichnung wäre Zungenrückstoß, da die Zunge mehr oder weniger schnell zurückgezogen wird und dadurch der Luftstrom durch die Lippenöffnung fließen kann, was zur Tonbildung notwendig ist. Der Luftstrom wird mit der Zunge oder dem weichen Gaumen begonnen oder unterbrochen. Beschrieben wird der Bewegungsablauf mit den Silben „ta-ka“, „te-ke“ oder „ti-ki“ bei schärferen Tonbeginn und mit „da-ga“, „de-ge“ oder „di-gi“ bei weicherem Toneinsatz oder portato-Passagen.
Die maximale Geschwindigkeit beim einfachen Zungenstoß (Einfachzunge) ist für Sechzehntelnoten bei etwa Tempo MM = 115, bei trainierten Spielern bis Tempo MM = 150.
Für schnelle Passagen wird oftmals der doppelte Zungenstoß (Doppelzunge) oder der sogenannte dreifache Zungenstoß (Tripelzunge) verwendet. Diese beiden Spieltechniken wechseln den Luftverschluss an der Zungenspitze mit der Unterbrechung des Luftstromes am harten Gaumen ab, wie dies bei den Silben „ke“ oder „ge“ erfolgt. Die Doppelzunge wird daher mit „teke“ oder „taka“ beschrieben, die Tripelzunge mit „teteke“ oder „tataka“.
Die maximale Geschwindigkeit beim doppelten Zungenstoß ist für Sechzehntelnoten bei etwa Tempo MM = 150, bei trainierten Spielern bis Tempo MM = 200.
Bei Blechblasinstrumenten und Flöten ist die Anwendung der Doppelzunge wesentlich einfacher als bei Rohrblattinstrumenten, bei denen der Spieler einen Teil des Mundstücks im Mund hat, weil dadurch die Kontrolle der Klangqualität erschwert wird. Dennoch verwenden heute die meisten professionellen Bläser für sehr schnelle Staccato-Passagen die Doppelzunge, wenngleich man etwas seltener auf Klarinettisten stößt, die diese Technik beherrschen.